# Quartier de Clignancourt

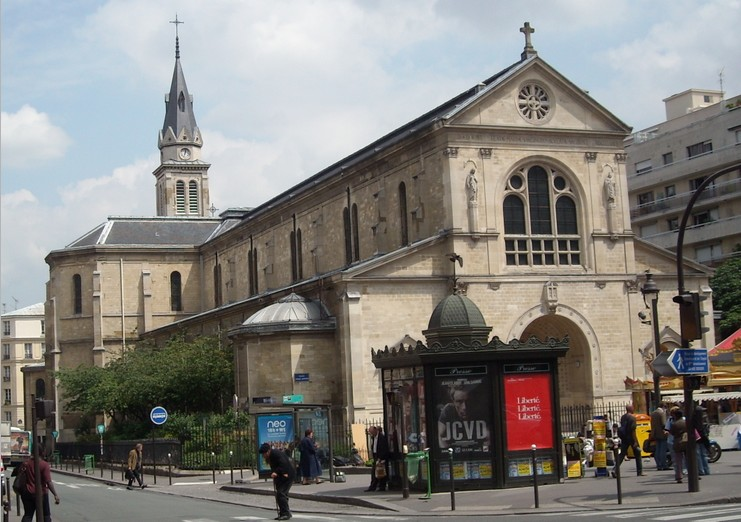
Kostel Notre-Dame de Clignancourt

Quartier de Clignancourt (čtvrť Clignancourt) je 70. administrativní čtvrť v Paříži, která je součástí 18. městského obvodu. Má rozlohu 165,3 ha a ohraničují ji ulice Boulevard de Rochechouart na jihu, pás ulic Avenue de la Porte de Clignancourt, Rue du Ruisseau, Rue des Saules, Rue des Abbesses a Rue Houdon na západě, Boulevard périphérique na severu a  Rue des Poissonniers na východě.
Čtvrť byla pojmenována podle vesnice Clignancourt, která se kdysi nacházela za hranicemi Paříže. Její název je pravděpodobně odvozen od středověkého majitele jménem Cleninus.

## Historie
Vesnice vznikla na severních svazích kopce Montmartre a rozkládala se postupně až k Saint-Ouen. Clignancourt je zmiňován již ve 13. století. Byly zde vinice, třešňové sady a pěstovalo se zde obilí. Ve 14. století ves patřila k opatství Saint-Denis a později byla postupně v majetku různých pařížských měšťanů. Toto panství koupil v roce 1569 Jacques Ligier, pokladník kardinála de Bourbon a zřídil zde kapli Nejsvětější Trojice. Této rodině patřila ves do roku 1666, kdy ji získal ženský klášter na Montmartru. V roce 1860 se vesnice Clignancourt stala součástí Paříže.

## Vývoj počtu obyvatel
| Rok sčítání | Počet obyvatel | Hustota zalidnění (ob./km²) |
| ----------- | -------------- | --------------------------- |
| 1954        | 104 305        | 63 100                      |
| 1962        | 99 972         | 60 479                      |
| 1968        | 91 422         | 53 307                      |
| 1975        | 80 335         | 48 600                      |
| 1982        | 68 936         | 41 704                      |
| 1990        | 67 614         | 40 904                      |
| 1999        | 64 868         | 39 243                      |